# ニコラ・スタンチェフ
ニコラ・ニコロフ・スタンチェフ（ブルガリア語: Никола Николов Станчев、1930年9月11日 - 2009年7月12日）は、ブルガリアの男性レスリング選手。ブルガス州出身。

## 来歴
1956年メルボルンオリンピックのミドル級フリースタイルでダニー・ホッジを破り、ブルガリアで初の金メダルを獲得した。